# Алещенков, Фёдор Иванович
Фёдор Иванович Алещенков (род. 4 апреля 1939, Евпатория, Крымская АССР) — советский, украинский и российский скульптор, художник, преподаватель, работал в Крыму.

## Биография
Родился 4 апреля 1939 года в Евпатории. В 1954 году окончил 7-летнюю школу № 50 в Евпатории, поступил на скульптурное отделение Крымского художественного училища им. Н. С. Самокиша, которое окончил в 1959 году. Работал мастером косторезного цеха Симферопольского мясокомбината (август — декабрь 1959 года), воспитателем в детском санатории «Евпатория» (ноябрь 1960 — август 1961). В 1967 году окончил факультет монументального искусства Московского высшего художественно-промышленного училища по специальности архитектурно-декоративная скульптура, мастерская лауреата Сталинской премии Г. И. Мотовилова и народной художницы СССР Е. Ф. Белашовой. По распределению был направлен в Симферополь, преподавал скульптуру в Крымском художественном училище им. Н. С. Самокиша в 1967—1974 годах. Затем работал скульптором в Крымском художественно-производственном комбинате. В дальнейшем вернулся в училище, где преподавал композицию, рисунок, анатомию, скульптуру. Проживал в Симферополе по улице Ленина.

## Творчество

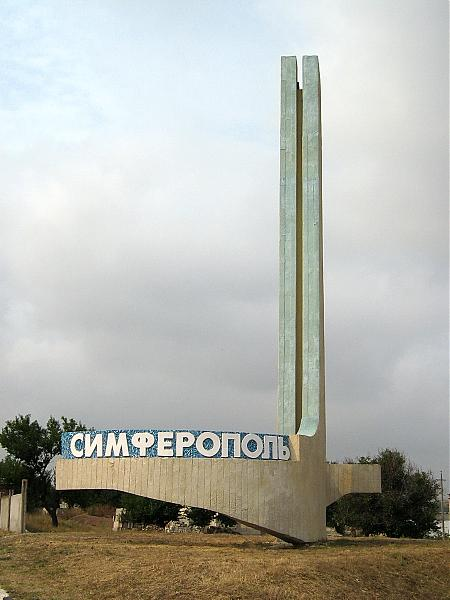
Стелла Симферополь на шоссе Симферополь-Феодосия, установлена к 200-летию города

### Участие в выставках[1]
Принимал участие во всех основных выставках Крымского отделения Союза художников СССР. Областная выставка «50 лет ВЛКСМ» (Симферополь: 1968), Областная весенняя выставка работ крымских художников (Симферополь: 1973), Областная выставка к 30-летию Победы в Великой Отечественной войне «Подвиг народа бессмертен» (Симферополь: 1975), Областная выставка к XXV съезду КПСС «Слава труду» (Симферополь: 1975), Выставка произведений художников Крыма к 60-летию Советской Власти «По Ленинскому пути» (Симферополь: 1977), Областная выставка «Наш советский образ жизни» (Симферополь: 1979), I Республиканская выставка скульптуры (Киев: 1982), 2-я выставка произведений крымских художников-монументалистов (Симферополь: 1985).

Вид на мемориал Памятник Крымским партизанам с трассы Алушта-Ялта

### Известные произведения[1]
Станковые скульптуры:
«Портрет пионервожатого Володи Урбанского» (1968, гипс), «Монтажница» (1972, гипс), «Строители» (1973, гипс), «Солдат» (1975, гипс), «Работница кроликофермы» (1975, гипс), «Декрет» (1977, гипс), «Девушка с кроликом» (1979, камень).
Монументальные скульптуры:
- Памятник Крымским партизанам (архитектор И. Т. Семеняка, 1981, искусственный камень, Алушта)[3].,  Объект культурного наследия народов РФ регионального значения. Рег. № 911710828390005 (ЕГРОКН)
- Знак на въезде в Симферополь со стороны Феодосии (1984, бетон, алюминий).